# 遜清皇室流亡小朝廷
逊清皇室流亡小朝廷，是指中華民國北洋政府時期存續的清王朝微型殘留朝廷，源於1924年11月5日清逊帝溥仪被驱逐出紫禁城，為時12年的遜清皇室小朝廷統治遂告終結，溥儀在大清皇帝尊号被正式废除后，依旧被部份满清遗老旧臣尊为皇帝，在北平、天津等地流亡蛰居期间，該小朝廷在北平什刹海及天津张园、静园等居住地内依然存續。

## 简介
1924年11月5日，溥仪於甲子政變中遭冯玉祥派兵逐出紫禁城之后，携带前清遗老遗少逃往天津日租界，初暂住张园，后迁居静园，并在静园复号还宫，再图復辟。1931年溥仪秘密离津至滿洲國登基稱帝，遜清流亡小朝廷自此結束。

## 历史沿革
1925年2月23日溥仪被逐出紫禁城后，溥仪认定那是农历“龙抬头”的一天，带着皇后、淑妃、兄弟姐妹等来到天津日租界，初居张园（今鞍山道59号）。
1926年溥仪先后召见康有为、庄士敦、柯劭忞以及吴佩孚、孙传芳、张作霖等，谋划“复号还宫”，再图复辟。
1929年7月9日溥仪携皇后婉容、淑妃文绣以及旧臣遗老迁到同街的干园居住（今鞍山道70号），并将“干园”改为“静园”，取“静以养吾浩然之气”之意，准备静观其变、静待时机，以图东山再起。
1931年10月22日溥仪在与文绣离婚的调解协议书上签字，并发出“谕旨”，撤销文绣的原封位号，贬为“庶人”。
1931年11月2日溥仪接见郑孝胥、郑垂、夏瑞符、商衍瀛、何海生、吉田通译官、土肥原贤二。溥仪与土肥原贤二密谈，决定出关，同时拒绝了蒋介石以恢复《清室优待条件》为前提的挽留。
1931年“九一八事變”后，溥仪在日本关东军的策划和利诱下，于11月10日晚，隐藏在汽车后备箱中，秘密离开静园，逃离天津，潜往东北。
1932年3月1日，在日本关东军的策划下，“满洲国”宣告成立，溥仪出任满洲国“执政”，年号“大同”。1934年3月1日“满洲国”改称“满洲帝国”，“执政”改称“皇帝”，改元“康德”。